# صفحه‌کلید فارسی
صفحه‌کلید فارسی به جانمایی صفحه‌کلید رایانه یا ماشین تایپ گفته می‌شود که برای زبان فارسی طراحی شده باشد.

## تاریخچه
از آنجا که استاندارد کردن تعداد و شکل حروف و اعداد و علامات در ماشین‌های تحریر فارسی ضروری بود، در سال ۱۳۵۲ کمیسیونی از نمایندگان تولیدکنندگان و مصرف‌کنندگان و برخی اشخاص علاقمند و خبره تشکیل شد و پس از بررسی‌های جامعی که دربارهٔ این موضوع انجام گرفت، تصمیم گرفته شد که نخست، حداقل تغییرات ممکن را در ترتیب حروف و اعداد و علامات به عمل آورند تا تایپیست‌هایی که به حروف سابق عادت کرده‌اند دچار سردرگمی نشوند، تعویض سنگین ماشین تحریرهای موجود به مردم و دولت تحمیل نشود و همچنین حروف، علامت‌ها و اعداد در ماشین‌های تحریر فارسی از نظر تعداد، شکل و ترتیب استاندارد شوند تا همهٔ ماشین‌های تحریر که به صورت تجاری وارد کشور می‌شوند از جهات یاد شده یکنواخت گردند و در پایان، استاندارد صفحه‌کلید ایزیری ۸۲۰ شکل گرفت.
تدوین و اصلاح استاندارد صفحه‌کلید فارسی در چندین نسخه ادامه یافت.

## صفحه‌کلید استاندارد ملی ایران

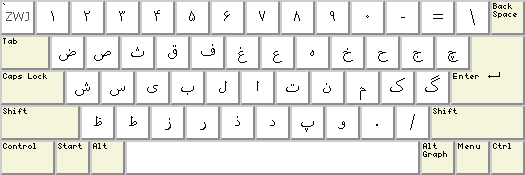
صفحه کلید فارسی طبق ایزیری ۹۱۴۷

ایزیری ۹۱۴۷ در تاریخ ۸ اردیبهشت ۱۳۸۶ به عنوان صفحه‌کلید استاندارد از سوی مؤسسهٔ استاندارد و تحقیقات صنعتی ایران معرفی شد که استانداردهای زیر در نوشتن استاندارد ۹۱۴۷ مورد استفاده و توجه قرار گرفته‌اند:
- ایزیری ۸۲۰، مصوب ۱۳۵۲، «حروف فارسی در ماشین‌های تحریر»
- ایزیری ۲۹۰۱، مصوب ۱۳۷۳ (تجدیدنظر اول)، «طرز قرار گرفتن حروف و علائم زبان فارسی بر روی صفحه‌کلید کامپیوتر»
- ایزیری ۳۳۴۲، مصوب ۱۳۷۳، «استاندارد کد تبادل اطلاعات ۸بیتی فارسی»
- ایزیری ۶۲۱۹، مصوب ۱۳۸۱، «فناوری اطلاعات — تبادل و شیوهٔ نمایش اطلاعات فارسی بر اساس یونی‌کد»

## صفحه‌کلید فارسی در سیستم‌عامل‌ها
ویندوز
- چینش صفحه‌کلید فارسی در سیستم‌عامل ویندوز تا نسخهٔ ۷، با چینش استاندارد ملی ایران (ایزیری ۹۱۴۷)، متفاوت است (این چینش را ببینید).
- از نسخهٔ ۸ به بعد صفحه‌کلید فارسی دیگری با نام فارسی (استاندارد) (به انگلیسی: Persian (Standard)) به ویندوز اضافه شده و قابل فعال‌سازی است؛ این صفحه‌کلید شباهت بیشتری به صفحه‌کلید استاندارد ملی ایران (۹۱۴۷) دارد (این چینش را ببینید).

توزیع‌های گنو/لینوکس
در توزیع‌های گنو/لینوکس این استاندارد صفحه‌کلید به‌صورت پیش‌فرض رعایت گردیده است.
مکینتاش
استاندارد قدیمی صفحه‌کلید فارسی (۲۹۰۱) در سیستم‌عامل مک‌اواس ۱۰ با عنوان Persian ISIRI 2901 همراه با پرچم ایران وجود دارد.
اندروید
در صفحه‌کلید فارسی گوگل، بیشتر نویسه‌های موجود در صفحه‌کلید استاندارد فارسی پشتیبانی شده است. تنها شمار اندکی از نویسه‌های حالت دگرساز راست مانند زیرمتن راست به چپ پشتیبانی نمی‌شوند.